# U-23-Afrika-Cup 2019
Der 3. U-23-Afrika-Cup (englisch 2019 Africa U-23 Cup of Nations, französisch Coupe d’Afrique des nations des moins de 23 ans 2019) wurde vom 8. bis 22. November 2019 in Ägypten ausgetragen. Ägypten gewann das Turnier.
Das Turnier sollte zunächst in Sambia stattfinden, jedoch zog das Land seine Kandidatur im Juli 2017 zurück.
Das Turnier diente gleichzeitig als Qualifikation für die Olympischen Sommerspiele 2020 in Tokio. Die drei besten Mannschaften des Turniers erhielten einen Quotenplatz.

## Teilnehmer

### Qualifikation
Folgende acht Mannschaften konnten sich für das Turnier qualifizieren.
| Nation              | bisherige Teilnahmen |
| ------------------- | -------------------- |
| Ägypten (Gastgeber) | 2011, 2015           |
| Ghana               |                      |
| Elfenbeinküste      | 2011                 |
| Kamerun             |                      |
| Mali                | 2015                 |
| Nigeria             | 2011, 2015           |
| Sambia              | 2015                 |
| Südafrika           | 2011, 2015           |

### Auslosung
Die Gruppenauslosung fand am 2. Oktober 2019 im Montaza Palace in Alexandria statt. Die ägyptische Mannschaft war als Gastgeber automatisch als Kopf der Gruppe A gesetzt, während Nigeria als Titelverteidiger ebenfalls in Topf 1 gesetzt war. Die restlichen Mannschaften wurden nach ihren jeweiligen Platzierungen des letzten U-23-Afrika-Cups verteilt.
| Gesetzt            | Topf 1    | Topf 2         |
| ------------------ | --------- | -------------- |
| Ägypten (Gruppe A) | Südafrika | Sambia         |
| Nigeria (Gruppe B) | Mali      | Ghana          |
|                    |           | Elfenbeinküste |
|                    |           | Kamerun        |

Die Auslosung ergab folgende Gruppen.
| Gruppe A | Gruppe B       |
| -------- | -------------- |
| Ägypten  | Nigeria        |
| Ghana    | Elfenbeinküste |
| Kamerun  | Südafrika      |
| Mali     | Sambia         |

## Spielorte
Das Turnier wurde in zwei Stadien in der Hauptstadt Kairo ausgetragen. Neben dem Cairo International Stadium mit einer Kapazität von 75.000 Zuschauern, diente das al Salam Stadium als Spielstätte.
| \| Kairo \|                    |
| Spielorte des Afrika-Cups 2019 |
| Kairo                          |

| Kairo |

## Modus

### Turnierform
Gespielt wurde in zwei Vierergruppen, wobei die Gruppenersten und -zweiten sich für das Halbfinale qualifizierten. Ab dieser Runde wurde im K.-o.-System weitergespielt, bei dem eine Verlängerung und ein Elfmeterschießen möglich waren.

### Platzierungsregeln
Bei Punktgleichheit von mehr als zwei Mannschaften wurde die Platzierung durch folgende Kriterien ermittelt:
1. Anzahl Punkte im direkten Vergleich
2. Tordifferenz im direkten Vergleich
3. Anzahl Tore im direkten Vergleich
4. Wenn nach der Anwendung der Kriterien 1 bis 3 immer noch zwei Mannschaften denselben Tabellenplatz belegen, werden die Kriterien 1 bis 3 erneut angewendet, jedoch ausschließlich auf die Direktbegegnungen der betreffenden Mannschaften
Sollte auch dies zu keiner definitiven Platzierung führen, wurden die Kriterien 5 bis 7 angewendet:
5. Tordifferenz aus allen Gruppenspielen
6. Anzahl Tore in allen Gruppenspielen
7. Losziehung

## Gruppenphase

### Gruppe A
| Pl. | Land    | Sp. | S | U | N | Tore    | Diff. | Punkte |
| --- | ------- | --- | - | - | - | ------- | ----- | ------ |
| 1.  | Ägypten | 3   | 3 | 0 | 0 | 006:300 | +3    | 09     |
| 2.  | Ghana   | 3   | 1 | 1 | 1 | 005:400 | +1    | 04     |
| 3.  | Kamerun | 3   | 1 | 1 | 1 | 003:300 | ±0    | 04     |
| 4.  | Mali    | 3   | 0 | 0 | 3 | 000:400 | −4    | 0      |

|                                                                               |   |         |           |
| 8. November 2019, 19:00 Uhr (18:00 Uhr MEZ) in Kairo (International Stadium)  |   |         |           |
| Ägypten                                                                       | – | Mali    | 1:0 (1:0) |
| 8. November 2019, 22:00 Uhr (21:00 Uhr MEZ) in Kairo (International Stadium)  |   |         |           |
| Kamerun                                                                       | – | Ghana   | 1:1 (0:0) |
| 11. November 2019, 17:00 Uhr (16:00 Uhr MEZ) in Kairo (International Stadium) |   |         |           |
| Mali                                                                          | – | Kamerun | 0:1 (0:0) |
| 11. November 2019, 20:00 Uhr (19:00 Uhr MEZ) in Kairo (International Stadium) |   |         |           |
| Ghana                                                                         | – | Ägypten | 2:3 (1:1) |
| 14. November 2019, 20:00 Uhr (19:00 Uhr MEZ) in Kairo (International Stadium) |   |         |           |
| Ägypten                                                                       | – | Kamerun | 2:1 (1:1) |
| 14. November 2019, 20:00 Uhr (19:00 Uhr MEZ) in Kairo (Al Salam Stadium)      |   |         |           |
| Mali                                                                          | – | Ghana   | 0:2 (0:0) |

### Gruppe B
| Pl. | Land           | Sp. | S | U | N | Tore    | Diff. | Punkte |
| --- | -------------- | --- | - | - | - | ------- | ----- | ------ |
| 1.  | Elfenbeinküste | 3   | 2 | 0 | 1 | 002:100 | +1    | 06     |
| 2.  | Südafrika      | 3   | 1 | 2 | 0 | 001:000 | +1    | 05     |
| 3.  | Nigeria        | 3   | 1 | 1 | 1 | 003:200 | +1    | 04     |
| 4.  | Sambia         | 3   | 0 | 1 | 2 | 001:400 | −3    | 01     |

|                                                                               |   |                |           |
| 9. November 2019, 17:00 Uhr (16:00 Uhr MEZ) in Kairo (Al Salam Stadium)       |   |                |           |
| Nigeria                                                                       | – | Elfenbeinküste | 0:1 (0:1) |
| 9. November 2019, 20:00 Uhr (19:00 Uhr MEZ) in Kairo (Al Salam Stadium)       |   |                |           |
| Südafrika                                                                     | – | Sambia         | 0:0       |
| 12. November 2019, 17:00 Uhr (16:00 Uhr MEZ) in Kairo (Al Salam Stadium)      |   |                |           |
| Elfenbeinküste                                                                | – | Südafrika      | 0:1 (0:0) |
| 12. November 2019, 20:00 Uhr (19:00 Uhr MEZ) in Kairo (Al Salam Stadium)      |   |                |           |
| Sambia                                                                        | – | Nigeria        | 1:3 (1:1) |
| 15. November 2019, 20:00 Uhr (19:00 Uhr MEZ) in Kairo (Al Salam Stadium)      |   |                |           |
| Nigeria                                                                       | – | Südafrika      | 0:0       |
| 15. November 2019, 20:00 Uhr (19:00 Uhr MEZ) in Kairo (International Stadium) |   |                |           |
| Elfenbeinküste                                                                | – | Sambia         | 1:0 (0:0) |

## Finalrunde
In der Finalrunde wurde im K.-o.-System gespielt. Stand es nach der regulären Spielzeit von 90 Minuten unentschieden, kam es zur Verlängerung von zweimal 15 Minuten und eventuell (falls immer noch kein Sieger feststand) zum Elfmeterschießen. Einzige Ausnahme war das Spiel um Platz 3 in dem direkt ein Elfmeterschießen folgte. Alle Spiele fanden im Cairo International Stadium statt.

### Spielplan
|  | Halbfinale          | Halbfinale     |           |         | Finale | Finale |
|  |                     |                |           |         |        |        |
|  | Ägypten             | 3              |           |         |        |        |
|  | Südafrika           | 0              |           |         |        |        |
|  |                     |                |           |         |        |        |
|  |                     |                |           |         |        |        |
|  | Ägypten             | 021            |           |         |        |        |
|  |                     | Elfenbeinküste | 1         |         |        |        |
|  |                     |                |           |         |        |        |
|  | Spiel um Platz drei |                |           |         |        |        |
|  |                     |                | Südafrika | 02 (6)2 |        |        |
|  | Elfenbeinküste      | 02 (3)2        | Ghana     | 2 (5)   |        |        |
|  | Ghana               | 2 (2)          |           |         |        |        |

1 Sieg nach Verlängerung

2 Sieg im Elfmeterschießen

### Halbfinale
|                                                                                 |   |           |                                 |
| 19. November 2019 um 16:00 Uhr (15:00 Uhr MEZ) in Kairo (International Stadium) |   |           |                                 |
| Elfenbeinküste                                                                  | – | Ghana     | 2:2 n. V. (2:2, 1:0), 3:2 i. E. |
| 19. November 2019 um 20:00 Uhr (19:00 Uhr MEZ) in Kairo (International Stadium) |   |           |                                 |
| Ägypten                                                                         | – | Südafrika | 3:0 (0:0)                       |

### Spiel um Platz 3
|                                                                               |   |       |                      |
| 22. November 2019, 16:00 Uhr (15:00 Uhr MEZ) in Kairo (International Stadium) |   |       |                      |
| Südafrika                                                                     | – | Ghana | 2:2 (1:0), 6:5 i. E. |

### Finale
|                                                                               |   |                |                      |
| 22. November 2019, 20:00 Uhr (19:00 Uhr MEZ) in Kairo (International Stadium) |   |                |                      |
| Ägypten                                                                       | – | Elfenbeinküste | 2:1 n. V. (1:1, 1:0) |

## Qualifiziert für die Olympischen Spiele
Folgende Mannschaften haben sich für das olympische Fußballturnier der Männer qualifiziert.
| Nation         | qualifiziert am   | bisherige Teilnahmen                                                  |
| -------------- | ----------------- | --------------------------------------------------------------------- |
| Elfenbeinküste | 19. November 2019 | 1 (2008)                                                              |
| Ägypten        | 19. November 2019 | 11 (1920, 1924, 1928, 1936, 1948, 1952, 1960, 1964, 1984, 1992, 2012) |
| Südafrika      | 22. November 2019 | 2 (2000, 2016)                                                        |

## Schiedsrichter
| Nation    | Schiedsrichter                                           | Schiedsrichterassistenten                                                                         |
| --------- | -------------------------------------------------------- | ------------------------------------------------------------------------------------------------- |
| UNAF      | Lahlou Benbraham Mohamed Maarouf Slim Belkhouas          | Youssef El Bosaty Fatiha Jermoumi Khalil Hassani                                                  |
| WAFU-UFOA | Louis Houngnandande Boubou Traoré Daouda Guèye           | Judicael Sanou Abdul Aziz Bollel Jawo Firmino Bassafim Abdoul Aziz Moctar Saley Samuel Pwadutakam |
| UNIFFAC   | Pierre Atcho                                             | Abelmiro dos Reis                                                                                 |
| CECAFA    | Georges Gatogato Souleiman Ahmed Djama Salima Mukansanga | Dick Okello                                                                                       |
| COSAFA    | Ali Mohamed Adelaide Andofetra Rakotojaona               | Ivanildo Meirelles Lopes James Emile Diana Chikotesha                                             |

## Beste Torschützen
Nachfolgend sind die besten Torschützen des Turniers gelistet. Bei gleicher Trefferanzahl sind die Spieler alphabetisch geordnet.
| Rang | Spieler            | Tore |
| ---- | ------------------ | ---- |
| 1    | Mostafa Mohamed    | 4    |
| 2    | Ramadan Sobhi      | 3    |
| 3    | Abdel Rahman Magdy | 2    |
| 3    | Evans Mensah       | 2    |
| 3    | Franck Evina       | 2    |
| 3    | Owusu Kwabena      | 2    |
| 3    | Samuel Obeng       | 2    |
| 3    | Yaw Yeboah         | 2    |
| 3    | Youssouf Dao       | 2    |

Zu diesen besten Torschützen mit mindestens zwei Toren kommen 13 weitere mit je einem Tor, sowie ein Eigentor.